# Adrasto (padre de Hipónoo)
Adrasto, en la mitología griega, era un personaje que por mandato de Apolo se echó con su hijo Hipónoo a las llamas. Su muerte es mencionada de manera muy breve por Higino en sus Fábulas (Fabulae, 242) en donde se encuentra enumerado entre los varones que cometieron suicidio. La supuesta causa de que él y su hijo se arrojaran al fuego fue la obediencia a un oráculo de Apolo. En algunos casos se asume que este personaje es el mismo Adrasto que fuera rey de Argos.